# 行政改革推進会議
行政改革推進会議（ぎょうせいかいかくすいしんかいぎ）は、日本の第2次安倍内閣で設置された行政改革推進本部のもと、行政改革に関する重要事項の調査審議等を目的として開催される会議。

## 概要
2012年12月26日に第2次安倍内閣が発足し、同日に民主党政権下で設置された行政刷新会議及び行政改革実行本部の廃止を閣議決定した。
2013年1月29日に「行政改革推進本部」設置が閣議決定され、そのもとで「行政改革推進会議」の開催が決定された。副本部長には稲田朋美行政改革担当大臣が就任した。
2015年3月31日開催の第16回会合で、各省庁の「行政事業レビュー」を毎年秋に定例発行し「内閣の重要施策については数年間にわたり政策効果を検証する」という新方針を定め、同会議下で、有識者により政府の歳出を調査する「歳出改革ワーキンググループ」を新設している。

## 構成
首相の岸田文雄が議長をつとめ、閣僚と有識者から構成される。2024年1月現在のメンバーは以下の通り

### 閣僚
- 内閣総理大臣：岸田文雄（議長）
- 行政改革担当大臣：河野太郎（副議長）
- 内閣官房長官：林芳正
- 財務大臣：鈴木俊一
- 総務大臣：松本剛明

### 有識者
- 秋池玲子 （ボストン・コンサルティング・グループシニア・パートナー&マネージング・ディレクター）
- 大塚陸毅 （東日本旅客鉄道株式会社相談役）
- 河村小百合 （株式会社日本総合研究所調査部上席主任研究員）
- 小林栄三 （伊藤忠商事株式会社会長）
- 田中弥生（独立行政法人大学改革支援・学位授与機構特任教授）
- 土居丈朗 （慶應義塾大学経済学部経済学科教授）
- 畠中誠二郎 （元中央大学法学部教授）
- 森田朗（津田塾大学総合政策学部教授）
- 渡文明 （JXTGホールディングス株式会社名誉顧問）

## 年表
- 2012年12月26日 第2次安倍内閣発足、稲田朋美が行政改革担当大臣に就任。行政刷新会議及び行政改革実行本部の廃止が閣議決定。
- 2013年1月29日 行政改革推進本部が設置されそのもとで行政改革推進会議の開催が決定
- 2013年2月27日 第1回会議
- 2013年4月2日 第2回会議
- 2013年6月5日 第3回会議
- 2013年8月6日 第4回会議
- 2013年9月20日 第5回会議
- 2013年11月6日 第6回会議
- 2013年11月20日 第7回会議
- 2013年12月20日 第8回会議
- 2014年1月20日 第9回会議
- 2014年3月14日 第10回会議
- 2014年6月2日 第11回会議
- 2014年8月8日 第12回会議
- 2014年11月6日 第13回会議
- 2014年11月28日 第14回会議
- 2015年1月26日 第15回会議
- 2015年3月31日 第16回会議
- 2015年6月18日 第17回会議
- 2015年8月10日 第18回会議
- 2015年10月30日 第19回会議
- 2015年11月27日 第20回会議
- 2016年1月21日 第21回会議
- 2016年3月29日 第22回会議
- 2016年6月28日 第23回会議
- 2016年10月28日 第24回会議[5]
- 2016年11月28日 第25回会議
- 2017年1月20日 第26回会議
- 2017年3月28日 第27回会議